# Лінн (округ Онейда, Вісконсин)
Лінн (англ. Lynne) — місто (англ. town) в США, в окрузі Онейда штату Вісконсин. Населення — 141 особа (2010).

## Демографія
Згідно з переписом 2010 року, у місті мешкала 141 особа в 69 домогосподарствах у складі 48 родин. Було 299 помешкань
Расовий склад населення:
| - 99,3 % — білих - 0,7 % — азіатів |

До двох чи більше рас належало 0,0 %. Частка іспаномовних становила 0,0 % від усіх жителів.
За віковим діапазоном населення розподілялося таким чином: 12,8 % — особи молодші 18 років, 56,7 % — особи у віці 18—64 років, 30,5 % — особи у віці 65 років та старші. Медіана віку мешканця становила 54,3 року. На 100 осіб жіночої статі у місті припадало 127,4 чоловіків; на 100 жінок у віці від 18 років та старших — 123,6 чоловіків також старших 18 років.
Середній дохід на одне домашнє господарство становив 49 745 доларів США (медіана — 41 750), а середній дохід на одну сім'ю — 57 663 долари (медіана — 48 750). За межею бідності перебувало 18,2 % осіб, у тому числі 32,0 % дітей у віці до 18 років та 2,4 % осіб у віці 65 років та старших.
Цивільне працевлаштоване населення становило 64 особи. Основні галузі зайнятості: виробництво — 25,0 %, мистецтво, розваги та відпочинок — 23,4 %, будівництво — 21,9 %.